# 格兰仕
格兰仕集团是中国大陆的一家1970年代以羽絨隔熱服起家，目前主營廚房家用电器生产的企业，尤其是電磁加熱技術，格兰仕首先發明了人類第一個太空微波爐，並獲得天宮太空站採用，也是唯一正在地球軌道上的此類廚具（國際太空站為電熱式）。总部位于广东省佛山市顺德区，在顺德、中山拥有研究和制造中心，在中国拥有13家子公司，在全国各地共设立了60多家销售分公司和营销中心，在香港、首尔、北美等地都设有分支机构。

## 历史
格兰仕公司的前身为1978年9月28日成立的乡镇企业，该厂由厂长梁庆德一手创建，最初只有十几名员工，他们从制作鸡毛掸起家。
1979年顺德桂洲羽绒厂正式成立，员工扩充到近200人，手工洗涤鹅鸭羽毛出口给外国企业，当年的产值达到47万人民币。
1992年后公司改名为“广东格兰仕企业（集团）公司”，英文名“Galanz”是希腊语“闪耀”的意思。当年年内羽绒产品总产值超过一亿人民币，其中国内销售3000万人民币，对外出口2300万美元。不过，在一年以前公司决策层就认为羽绒产品前景不佳，考虑转行至家电行业。同年，厂长在日本秋叶原考察家电产品时对微波炉产生了兴趣，考虑到中国国内大型家电行业竞争激烈，格兰仕决定将微波炉行业作为自己的转型方向。格兰仕在引进日本东芝技术的基础上又从上海无线电厂聘请了专家，1992年9月格兰仕开始尝试生产微波炉，1993年产量达到1万。
1995年，格兰仕生产了25万台微波炉，实现收入3.84亿人民币，中国国内的市场占有率达到25%，是当年销量最大的国产微波炉品牌。
1997年亚洲金融危机爆发，日本、韩国作为重要的微波炉出口国也受到了影响，利用这个机会格兰仕开始发展贴牌战略，将众多国际知名的微波炉生产商吸引到格兰仕。同时格兰仕利用中国大陆人力资本低、工作时间长等优势挖掘生产线的潜能，充分降低生产成本。
1999年格兰仕出口额达到1.1亿美元，在中国大陆的家电行业仅次于海尔。同年格兰仕放弃了其羽绒产业，2000年末其总产量扩充至1200万台，是全球生产能力最大的微波炉制造商。格兰仕利用自身生产规模大成本低的优势，多次发动价格战，扩大自身销量。当年在中国国内的市场占有率超过70%，收入达58亿元人民币。
2000年9月，格兰仕开始进军空调行业。
2001年8月又开始生产电水壶、电磁炉等小家电。在空调、小家电生产上，格兰仕依然以出口为主，2004年销售的260万台空调中有200万台用于出口。虽然在空调领域格兰仕依然奉行低价战略，但其扩张速度远不能和微波炉行业相比。虽然格兰仕的家电产品产销量很大，但是利润率却不高。为此格兰仕开始重视品牌价值的建设，1997年至2003年，其自有品牌和贴牌微波炉出口率从1:9上升到3:7。
至2008年格兰仕共拥有500多项专利技术，微波炉产品的大部分核心部件都能够自行生产，同时还开发出了光波炉这一新概念产品。
2010年，格兰仕又开始生产冰箱、洗衣机。
2018年，格兰仕首次購入日本保温瓶企业象印股份，之後不斷增持，截至2020年1月上旬，格蘭仕已有13.5%象印股份，为第一大股东。
2021年，格兰仕宣布收购惠而浦中国51.1%的股权。

## 产品
| - 微波炉 - 空调 - 中央空调 - 洗衣机 - 冰箱 - 电烤箱 - 电暖气 | - 小家電 - 電磁爐 - 電壓力鍋 - 電开水瓶 - 电饭煲 - 豆浆机 - 光波炉 |  |

## 事件
2019年5月28日，自格兰仕拜访拼多多以来，格兰仕在天猫平台的搜索结果陆续出现异常，导致正常销售遭遇严重影响。为此在6月17日，格兰仕发布《关于格兰仕在天猫平台出现搜索异常的声明》。同日格兰仕在其官方微博上称，在天猫平台的搜索在16时28分左右再度出现异常。其后格兰仕先后发布《格兰仕消失了吗》《请加入正义的一方》等声明，反对平台霸权。对此广东奔犇律师事务所主任刘国华律师认为，此行为涉嫌违反《中华人民共和国电子商务法》。